# Leonardo Bistolfi
Leonardo Bistolfi (Casale Monferrato, 15 de març de 1859 - La Loggia-Torí-, 3 de setembre 1933) va ser un escultor i polític italià, el principal exponent del simbolisme italià. Va ser Senador del Regne d'Itàlia en la XXVI legislatura.

## Biografia
Fill de Juan Bistolfi, també escultor, i Angela Amisano, gràcies a una subvenció del municipi, el 1876 es va matricular a l'Acadèmia de Belles Arts de Brera a Milà, on va tenir com a mestre Giosué Argenti. En els últims anys, juntament amb el company d'investigació i estudi de l[Acadèmia de Brera Francesco Filippini és a prop del paisatgisme fontanesiano. El 1880 va assistir a cursos en l'Accademia Albertina de Torí per Odoardo Tabacchi. Cinc anys després es va afiliar a la maçònica Loggia «Dante Alighieri» de Torí i diverses de les seves obres mostren el simbolisme esotèric.
Les primeres obres (La bugadera, Posta de sol, Vespre, Senglar, Els amants, realitzades entre 1880 i 1885, van estar influïdes per la Scapigliatura milanesa. El 1882 va crear l'Àngel de la Mort, per a la tomba Braida al Cementiri monumental de Torí, i el bust d'Antonio Fontanesi (1883) per a l'Accademia Albertina, en direcció al simbolisme que ja no n'abandonarà més.
L'any 1893 es va casar amb Mary Gusberti. Des de 1892 fins a 1894 va decorar la XVI capella del Sacro Monte di Crea Entre 1892 i 1908 també va treballar en diversos monuments, estàtues i relleus, incloent la placa funerària per a Andre Glades a Ginebra i el monument fúnebre de Sebastiano Grandis a Lou Borg Sant Dalmatz, la tomba del senador Federico Rosazza i l'Esfinx per a la tomba Pansa di Cuneo de 1892, veritable començament del seu simbolisme poètic, la realització del qual va ser seguida pels amics artistes i escriptors quasi com una revelació. En resum Bistolfi es va convertir en, una mica al seu pesar, en el «Poeta de la Mort», a causa dels seus temes recurrents, tots marcats per una actitud sensible de la contemplació del moment «del pas fatal».
Bistolfi va fundar el 1902 amb Calandra, Ceragioli, Enrico Reycend i Enrico Thovez, la revista L'Arte Decorativa Moderna. Va participar en la primera edició de la Biennal de Venècia i en altres cinc edicions entre 1895 i 1905.
En l'any 1923 va ser nomenat Senador del Regne d'Itàlia.
Va morir a La Loggia, a la vora de Torí, el 3 de setembre 1933 i va ser enterrat al cementiri de Casale Monferrato.

## Obres

La Bellesa alliberada de la matèria

Les seves obres es poden admirar a La Loggia, al Museu d'Orsay de París, al Museu Nacional d'Art Occidental de Tokyo, la Galleria d'Art Moderna de Torí, Galeria Nacional d'Art Modern i Contemporani de Roma.
Més de 170 obres estan exposades a la Gipsoteca Leonardo Bistolfi de Casale Monferrato. En cinc sales mostren la ceràmica de disseny, dibuixos, esbossos, models de guix i uns quants marbres i bronzes.
Les seves obres també estan presents en la capella de Bricherasio a Fubine i al cementiri monumental de Staglieno a Gènova, on ha influït la seva obra, en especial a molts escultors funeraris.